# Rosalba approximata
Rosalba approximata är en skalbaggsart som först beskrevs av Julius Melzer 1934.  Rosalba approximata ingår i släktet Rosalba och familjen långhorningar.
Artens utbredningsområde är Paraguay. Inga underarter finns listade i Catalogue of Life.